# 宮崎綾子
宮崎 綾子（みやざき あやこ、2月27日 - ）は、日本のフリーアナウンサー、元NHK横浜放送局のアナウンサー。東京都出身。ワイエムオフィス所属。

## 担当番組

### テレビドラマ
- 大草原の小さな家（NHK） - 声優出演

### テレビ番組
- イブニングネットワーク（NHK） - リポーター
- NHKニュースおはよう日本（NHK） - リポーター
- こんにちはいっと6けん（NHK） - キャスター
- 東京NEWS（東京MXテレビ） - キャスター
- 東京最新レポート・都議会情報（テレビ東京） - 司会
- おまかせ！税金相談（朝日ニュースター） - 司会
- かながわウォーク（テレビ神奈川） - ナレーター
- 健康の達人 - 司会